# A Força (tarô)

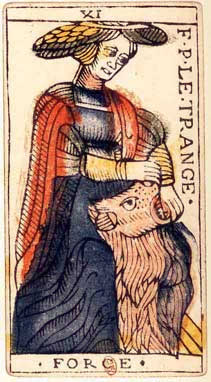
A Força

A Força é o oitavo Arcano Maior no tarô de Waite. Esta carta tem em primeiro plano uma mulher e um leão. Ela é jovem, tem os cabelos soltos e parece uma Maga de Luz. Domina o leão. No tarô de marselha e demais outros, a carta da força tem o número 11 (como na figura ao lado)  e a letra hebraica KAPH.

## Simbologia
Força, domínio, prazer, paixão.
Em alguns baralhos, esta carta tem uma Maga da Luz dominando um Leão e uma Maga das Trevas dominando um Dragão. Este simbolismo representa o uso do Bem e do Mal para se obter aquilo que se quer. O Arcano mostra o domínio no campo material e espiritual, com um controle quase absoluto. Pode indicar que uma força superior está a dominar alguém. As duas magas representam a espiritualidade nos seus dois níveis, o leão representa a força bruta e o dragão a sexualidade.

## Mensagem
Na caminhada espiritual, este Arcano representa o momento em que o caminhante precisa aprender a dominar a sua força interior e exterior, fazendo delas dois importantes aliados na sua caminhada evolutiva.